# Frankfort CG-1
El Frankfort CG-1 fue un propuesto planeador de transporte estadounidense de la Segunda Guerra Mundial que iba a ser construido para el Ejército de los Estados Unidos. No se construyó ninguno y el programa fue cancelado.

## Diseño y desarrollo
Cuando el Cuerpo Aéreo del Ejército comenzó un programa de desarrollo de planeadores en 1941, ordenó dos modelos de planeadores de transporte a la Frankfort Sailplane Company, uno de nueve asientos y otro de quince. El planeador más pequeño llevaría un piloto y ocho soldados, y el prototipo fue designado XCG-1, mientras que el mayor, designado XCG-2, tendría un piloto y un copiloto, además de 13 soldados.
La compañía estaba ocupada con la producción del planeador de entrenamiento TG-1, así que el desarrollo de los dos nuevos modelos avanzó lentamente, pero se entregó un XCG-1 de pruebas estáticas en Wright Field en diciembre de 1941 para que lo probara el Ejército. El planeador no pasó las pruebas estructurales y el Ejército canceló el contrato de ambos modelos CG-1 y CG-2.

## Variantes
XCG-1
Prototipo de planeador de nueve asientos, solo un ejemplar de pruebas estáticas sin capacidad de vuelo.
XCG-2
Prototipo de planeador de quince asientos, no construido.

## Aeronaves relacionadas

### Secuencias de designación
- Secuencia CG-_ (Planeadores de Carga del USAAC/USAAF, 1941-1948): CG-1 - CG-2 - CG-3 - CG-4 - CG-5 →